# Whiteout (album)
Pour les articles homonymes, voir Whiteout.
 (août 2024).
Si vous disposez d'ouvrages ou d'articles de référence ou si vous connaissez des sites web de qualité traitant du thème abordé ici, merci de compléter l'article en donnant les références utiles à sa vérifiabilité et en les liant à la section « Notes et références ».
Albums de Boss Hog
Boss Hog
(1995)
Whiteout est le troisième  album de Boss Hog. 

## Titres
1. Whiteout
2. Chocolate
3. Nursery Rhyme
4. Stereolight
5. Fear For You
6. Get It While You Wait
7. Jaguar
8. Itchy & Scratchy
9. Trouble
10. Monkey

## Commentaires
Pour cet album, Boss Hog a pu compter sur l'apport de Mark Boyce aux claviers.
La chanson Itchy & Scratchy fait référence aux personnages Itchy & Scratchy de la série Les Simpson.
Plusieurs pochettes existent pour cet album. On y voit toujours Cristina Martinez, la chanteuse de Boss Hog, soit nue, sa poitrine cachée par ses cheveux, soit en sous-vêtements.